# Ali Salim Al-Nahar
Ali Salim Obaid Bait Al-Nahar (Salalah, 21 agosto 1992) è un calciatore omanita, difensore del Dhofar e della Nazionale omanita.

## Carriera

### Nazionale
Ha esordito in Nazionale nel 2012.